# Pseudotriccus
Pseudotriccus là một chi chim trong họ Tyrannidae.